# Pigna (Haute-Corse)
Pigna település Franciaországban, Haute-Corse megyében. Lakosainak száma 122 fő (2022. január 1.). Pigna Corbara, Sant’Antonino, Aregno és Santa-Reparata-di-Balagna községekkel határos.

## Népesség
A település népességének változása:
| Lakosok száma | 60   | 110  | 92   | 97   | 101  | 103  | 95   | 105  | 109  | 122  |
|               | 1968 | 1982 | 1990 | 2006 | 2013 | 2015 | 2017 | 2019 | 2020 | 2022 |